# Парламентські вибори у Словаччині 2020
Парламентські вибори у Словаччині відбулись 29 лютого 2020. Громадяни обирали 150 депутатів Парламенту Словаччини. У виборах брали участь 25 партій. Антикорупційний рух Звичайні люди та незалежні особистості, очолюваний Ігорем Матовичем, здобув 53 місця, ставши найбільшою партією в парламенті. Панівна коаліція, утворена з Курсу — соціальна демократія, Словацької національної партії та Most–Híd, очолювана прем'єр-міністром Петером Пеллегріні з «Курсу», здобула лише 38 місць, втративши представництво парламенту. Уперше з виборів 2006 року коаліція не здобула найбільшої кількості місць у парламенті.
Позаяк жодна партія чи виборча коаліція не здобула більшости, був необхідний коаліційний уряд. 13 березня Ігор Матович анонсував, що дійшов згоди щодо панівної коаліції з партіями «Ми — родина», «Свобода і солідарність» та «За народ», хоча спільної програми вони не погодили.

## Результати

Результати голосування за муніципалітетами

Панівна коаліція, утворена з Курсу — соціальна демократія, Словацької національної партії та Мосту, очолювана прем'єр-міністром Петером Пеллегріні з «Курсу», програла антикорупційному руху Звичайні люди та незалежні особистості, очолюваному Ігорем Матовичем. Позаяк жодній партії чи партійній коаліції не вдалось здобути абсолютної більшости крісел у парламенті, поствиборча коаліція була необхідною для формування нового уряду. Уперше з виборів 2006 року коаліція не здобула найбільшої кількості місць у парламенті. Коаліція «Прогресивної Словаччини» та РАЗОМ не змогла подолати 7-відсотковий поріг, необхідний для двопартійних коаліцій. Для того, щоб увійти до парламенту, їй не вистачило 926 голосів. 12 березня коаліція подала позов до Конституційного суду з вимогою перерахувати голоси, хоча і не очікували, що це кардинально змінить результати.
|                                                              |                                             |           |       |        |       |      |  |  |  |
| Партія                                                       | Партія                                      | Голоси    | %     | Зміна  | Місця | +/–  |  |  |  |
|                                                              | Звичайні люди — НОВА — ХС — Зміна знизу     | 721,166   | 25.02 | +13.99 | 53    | +34  |  |  |  |
|                                                              | Курс — соціальна демократія                 | 527,172   | 18.29 | –9.99  | 38    | –11  |  |  |  |
|                                                              | Ми — родина                                 | 237,531   | 8.24  | +1.61  | 17    | +6   |  |  |  |
|                                                              | Котлебівці — Народна партія Наша Словаччина | 229,660   | 7.97  | –0.07  | 17    | +3   |  |  |  |
|                                                              | Прогресивна Словаччина — РАЗОМ              | 200,780   | 6.96  | Нова   | 0     | Нова |  |  |  |
|                                                              | Свобода і солідарність                      | 179,246   | 6.22  | –5.88  | 13    | –8   |  |  |  |
|                                                              | За людей                                    | 166,325   | 5.77  | Нова   | 12    | Нова |  |  |  |
|                                                              | Християнсько-демократичний рух              | 134,099   | 4.65  | –0.29  | 0     | 0    |  |  |  |
|                                                              | Партія угорської спільноти                  | 112,662   | 3.90  | –0.15  | 0     | 0    |  |  |  |
|                                                              | Словацька національна партія                | 91,171    | 3.16  | –5.48  | 0     | –15  |  |  |  |
|                                                              | Хороший вибір                               | 88,220    | 3.06  | Нова   | 0     | Нова |  |  |  |
|                                                              | Батьківщина                                 | 84,507    | 2.93  | Нова   | 0     | Нова |  |  |  |
|                                                              | Міст                                        | 59,174    | 2.05  | –4.45  | 0     | –11  |  |  |  |
|                                                              | Соціалісти.ск                               | 15,925    | 0.55  | Нова   | 0     | Нова |  |  |  |
|                                                              | Ми мали достатньо!                          | 9,260     | 0.32  | Нова   | 0     | Нова |  |  |  |
|                                                              | Словацька народна партія Андрея Глінки      | 8,191     | 0.28  | Нова   | 0     | Нова |  |  |  |
|                                                              | Демократична партія                         | 4,194     | 0.14  | –0.13  | 0     | 0    |  |  |  |
|                                                              | Солідарність                                | 3,296     | 0.11  | Нова   | 0     | Нова |  |  |  |
|                                                              | Мери й незалежні                            | 2,018     | 0.07  | Нова   | 0     | Нова |  |  |  |
|                                                              | Рух Словацького відродження                 | 1,966     | 0.06  | Нова   | 0     | Нова |  |  |  |
|                                                              | Голос правих                                | 1,887     | 0.06  | Нова   | 0     | Нова |  |  |  |
|                                                              | Праця Словаччини                            | 1,261     | 0.04  | Нова   | 0     | Нова |  |  |  |
|                                                              | 99% - Громадянський голос                   | 991       | 0.03  | Нова   | 0     | Нова |  |  |  |
|                                                              | Словацька ліга                              | 809       | 0.02  | Нова   | 0     | Нова |  |  |  |
| Недійсні бюлетені                                            | Недійсні бюлетені                           | 35,329    | –     | –      | –     | –    |  |  |  |
| Всього                                                       | Всього                                      | 2,916,840 | 100   | 0      | 150   | 0    |  |  |  |
| Виборців/явка                                                | Виборців/явка                               | 4,432,419 | 65.80 | –      | –     | –    |  |  |  |
| Джерело: Volby[Архівовано 29 лютого 2020 у Wayback Machine.] |                                             |           |       |        |       |      |  |  |  |

## Див також
- Календар виборів 2020